# Tetralonia desertorum
Tetralonia desertorum là một loài Hymenoptera trong họ Apidae. Loài này được Morawitz mô tả khoa học năm 1875.